# Burg Boke
Die Burg Boke ist eine abgegangene spätmittelalterliche Burg (Festung) südlich des Ortsteils Kirchboke der Stadt Delbrück im Kreis Paderborn in Nordrhein-Westfalen am Südufer der Lippe.

## Geschichte
Die Burg Boke oder Ringboke wurde 1354 durch die Herren von Hoerde zu Störmede erbaut. Die Bischöfe von Paderborn zwangen die Herren von Hoerde, ihnen die Burg als Lehen aufzutragen und ihnen das Öffnungsrecht zu gewähren. 1394 wurde der Besitz zwischen Hermann und Bernd von Hoerde geteilt. Nachdem die Burg vorübergehend wieder in einer Hand vereinigt war, wurde sie 1464 erneut zwischen zwei Linien aufgeteilt. 1371 wurde eine Burgkapelle erbaut, die 1502 durch einen Neubau ersetzt wurde. Nach dem Aussterben der Hoerde im Jahr 1578 ging sie an das Bistum Paderborn. 1646 wurde die Burg im Dreißigjährigen Krieg durch schwedische Truppen zerstört. 1658 errichtete der Paderborner Bischof hier ein Schloss, das mit einer umgebenden Festung nach dem System des Festungsbaumeisters Vauban ausgebaut wurde. Das Schloss war Sitz des Amtes Boke und wurde in der ersten Hälfte des 19. Jahrhunderts abgebrochen.

## Beschreibung
Eine Beschreibung der Burganlage ist aufgrund der Quellenlage und des Forschungsstandes nur eingeschränkt möglich. Über die ursprüngliche Burg der Herren von Hörde können nur Gerichtsakten von 1610 Auskunft geben, die aus dem Teilungsvertrag von 1394 zitieren. Demnach stand auf der Burg ein Steinwerk mit einem alten Bergfried. Der Teilungsvertrag von 1464 erwähnt ein altes und ein neues Burghaus. Für das fürstbischöfliche Schloss zeigt ein Gemälde von Carl Ferdinand Fabritius aus dem Jahr 1665 als Hauptgebäude ein großes, rechteckiges Gebäude mit Satteldach, einem runden Treppenturm und einem weiteren angebauten, runden Turm. Der Plan von Ludwig Hölzermann aus dem Jahr 1870 lässt sich damit nicht in Übereinstimmung bringen. Als Schlossgebäude ist dort ein Vierflügelbau mit vier runden Ecktürmen verzeichnet, der von einer Gräfte umgeben ist. Östlich davon folgt bis zur Landstraße ein größtenteils unbebauter Vorburgbereich mit der Burgkapelle. Das Dorf Ringboke nimmt den östlichen Teil der Innenfläche komplett ein. Von der Festung ist noch der Graben in der östlichen Hälfte mit zwei vorspringenden, fünfeckigen Bastionen eingezeichnet. Aus dem Plan lässt sich eine maximale Ausdehnung der Anlage von 375 × 300 m herauslesen.
Heute sind von der Anlage nur noch im Osten der Festungswall mit dem größtenteils verfüllten Graben vorhanden.